# The Prophet's Game
The Prophet's Game är en tysk-amerikansk långfilm från år 2000.

## Handling
Vincent Swan är en pensionerad polis i Los Angeles som satte fast en seriemördare en gång i tiden. En dag får han ett vykort som antyder att mördaren fortfarande är på fri fot. Satte Vincent fast fel man för morden eller rör det sig om en copycat?

## Om filmen
The Prophet's Game regisserades av David Worth. Den blev Robert Gintys sista film. Ann Gray Lambert gjorde kostymerna i filmen.

## Rollista i urval
- Dennis Hopper - Vincent Swan
- Stephanie Zimbalist - Frances
- Joe Penny - Walter Motter
- Sondra Locke - Adele
- Don Swayze - Joseph
- Robert Ginty - Brent Moore
- Taylor Momsen - Honey Bee Swan